# Winterclash

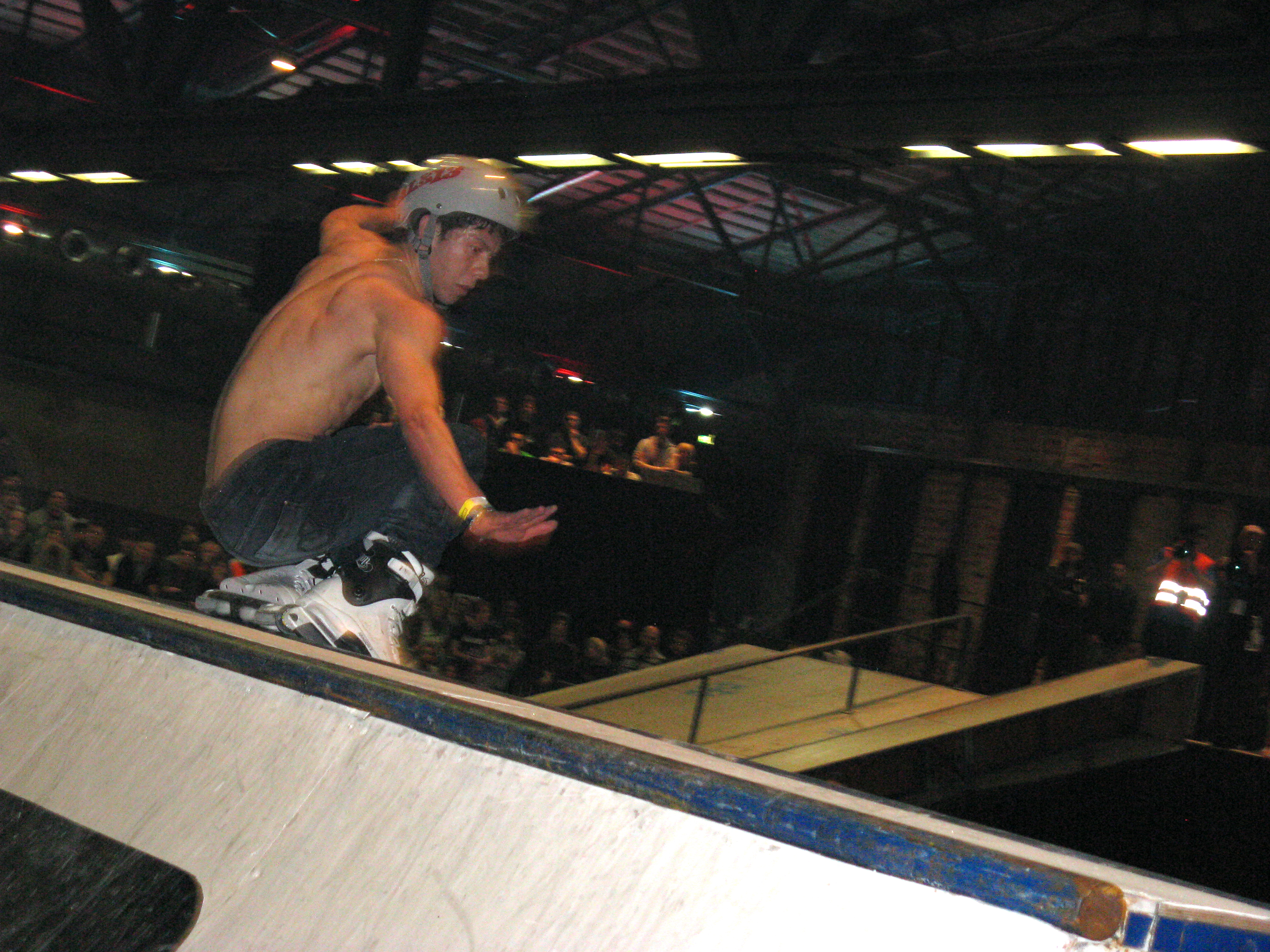
Inlineskater beim Profi Contest, Winterclash 2010

Publikum beim Winterclash 2010

Winterclash ist ein Aggressive skating-Wettbewerb, der seit 2005 im Februar an wechselnden Orten stattfindet.

## Geschichte

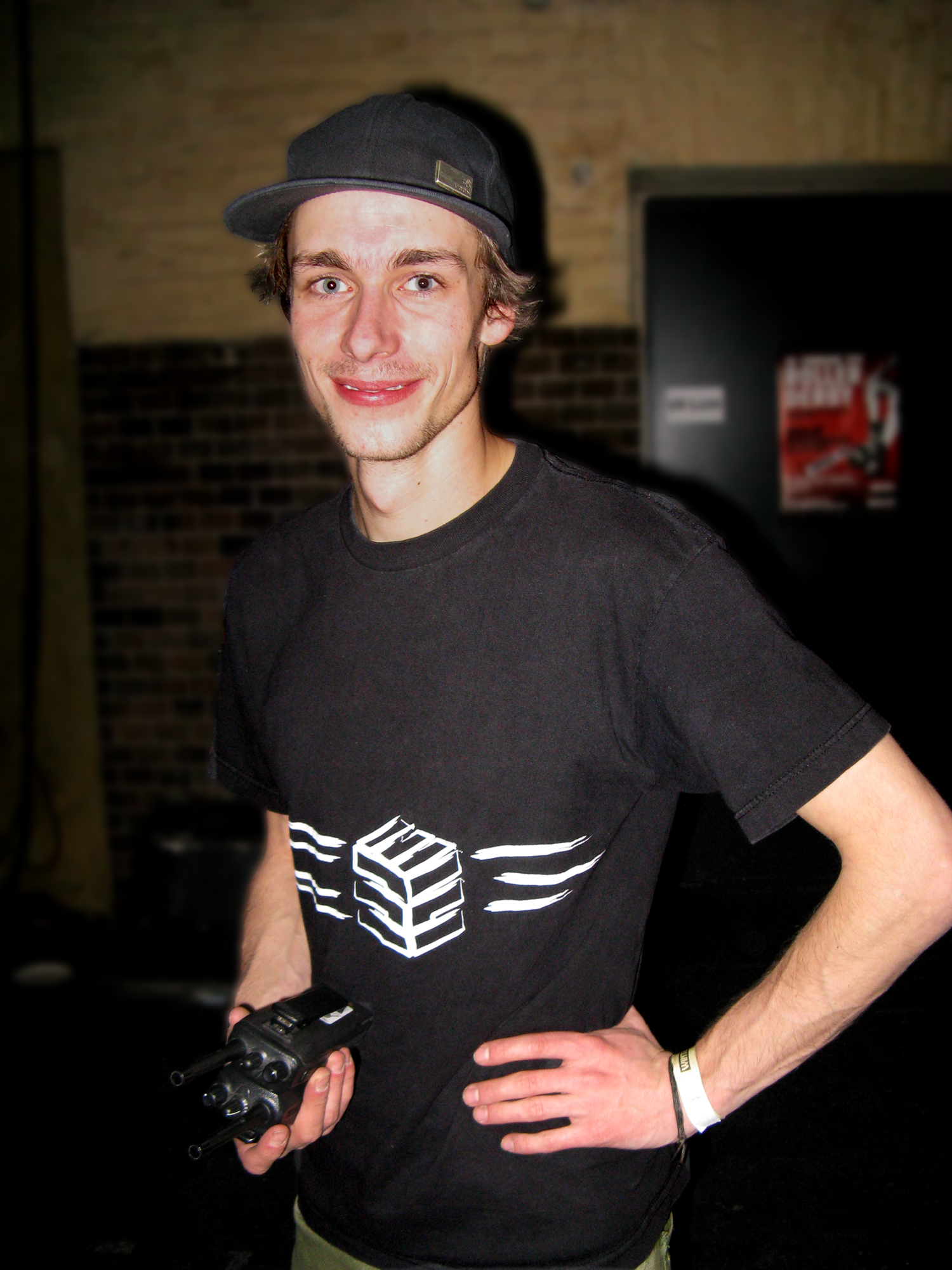
Johannes Jacobi auf dem Winterclash 2010

2005 wurde der Winterclash in Aurich von Johannes Jacobi gegründet. Er bekam mit 11 Jahren sein erstes Paar Inlineskates geschenkt, trainierte, wurde zwei Mal deutscher Meister und gewann einen schwedischen Wettkampf. Den Winterclash veranstaltet er seit dem aus Idealismus, ohne Gewinn. Von 2006 bis 2008 fand er in Mühlhausen (Thüringen)jährlich im Februar statt und war jedes Mal ausgebucht. Kirchen und Privatpersonen erklärten sich bereit den vielen angereisten Menschen eine Unterkunft zu geben.

„Mich fasziniert einfach Subkultur.“

2009 sollte die Veranstaltung in die größte Skatehalle Europas nach Sint-Niklaas (Belgien) umziehen, um den mittlerweile dringend benötigten Raum zum Wachsen nachzukommen. Nach sechs Monaten Vorbereitung und einer vier Wochen langen Aufbauphase brannte einen Tag vor der Veranstaltung die Halle ab. Ein schneller Umzug nach Eindhoven (Niederlande) konnte ermöglichen, dass der Winterclash 2009 trotz Einschränkungen noch stattfand.

### Winterclash 2010
2010 trafen sich Inline-Skater aus 36 Ländern in der arena Berlin in der Bundeshauptstadt. Ein Skatepark, der bereits auf größeren Extremsportveranstaltungen im Einsatz war, wurde für das Event angemietet und in der 7000 m² großen Arena aufgebaut. 300 Amateurskater und 30 Profis, darunter der Weltmeister aus Amerika nahmen am Contest teil. Gewinner beim Profi Contest war Julien Cudot. Der Winterclash 2010 fand zum ersten Mal unter den Rahmenbedingungen einer Helmpflicht und der Abtrennung des Skateparks vom Publikum statt. Vorher angemeldete Presse bekam die Sondergenehmigung den Gefahrenbereich und die Skaterampen nur mit orangen Warnweste zu betreten.

## Programm
Neben dem Profi Contest findet ein sogenannter Girls- und Amateur Contest statt. Durch letzteren wurde der Winterclash unter anderem sehr bekannt. Im professionellen Bereich geht es beim Winterclash als Teil der World Rolling Series um Punkte für die Gesamtwertung der Worldseries.
Neben den Wettbewerben finden Partys, unter anderem dem „Afterclash“ statt, und eine „Tradeshow“, in der die wichtigsten Firmen der Rollerblading Industrie ihre neusten Produkte vorstellen.